# Mekarmukti (Buahdua)
Mekarmukti is een bestuurslaag in het regentschap Sumedang van de provincie West-Java, Indonesië. Mekarmukti telt 1863 inwoners (volkstelling 2010).